# Loureedia annulipes
Loureedia annulipes is een spinnensoort uit de familie van de fluweelspinnen (Eresidae).
De wetenschappelijke naam van de soort werd in 1856 als Eresus annulipes gepubliceerd door Pierre Hippolyte Lucas. De auteur schreef in de protoloog dat de soort was aangetroffen in Brazilië, maar dat moet op een misverstand berusten. Het beschrijvingskaartje bij het type gaf aan dat de vindplaats onbekend was. Inmiddels is duidelijk dat de soort voorkomt rond de Middellandse Zee.

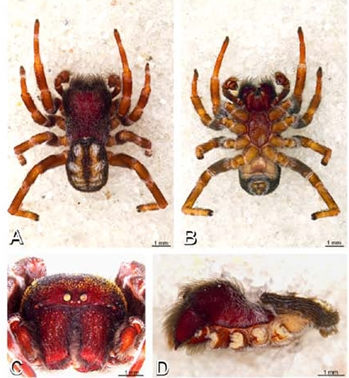
Mannetje
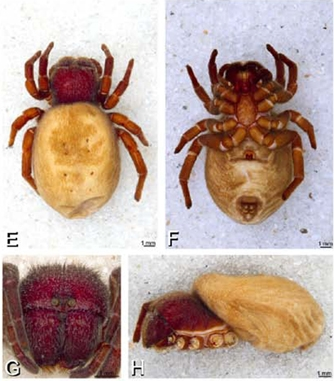
Vrouwtje

## Synoniemen
- Eresus semicanus Simon, 1908
- Eresus jerbae El-Hennawy, 2005